# Église Saint-Étienne d'Argelliers
L'église Saint-Étienne d'Argelliers est une chapelle romane située à Argelliers dans le département de l'Hérault en région Occitanie.

## Historique
Saint-Étienne d'Argelliers était l'une des quatorze églises rattachées au prieuré de Gourdaignes, fondé en 815 et placé par la suite sous la domination de l'abbaye d'Aniane. L'église est mentionnée pour la première fois en 1154, dans une bulle éditée par les papes Anasthase IV et Adrien IV. Elle compte parmi les annexes de Saint-Étienne de Viols, avec les édifices de Saint-Jean de Combajargues et Saint-André de Saugras. Dépendance directe de l'abbaye d'Aniane, ce qui fut autrefois une "villa" fut donnée au monastère par Fredol, évêque du Puy au début du XIe siècle. En 1114, une bulle de Pascal II confirme définitivement le rattachement de l'église Saint-Étienne à l'abbaye. la chapelle est classée au titre des monuments historiques par arrêté du 8 février 1984.

## Architecture
Le site de l’oppidum d’Argelliers témoigne d’une occupation humaine depuis l’époque préhistorique. Les ruines de la chapelle du Roc de Pampelune confirment une présence religieuse précoce. Les carrières locales ont donné un calcaire gréseux jaune clair, à grains très fins. Ce matériau, facile à travailler, est employé sur l’église Saint-Étienne et bon nombre d’habitations aux alentours.

### Ordonnance interne

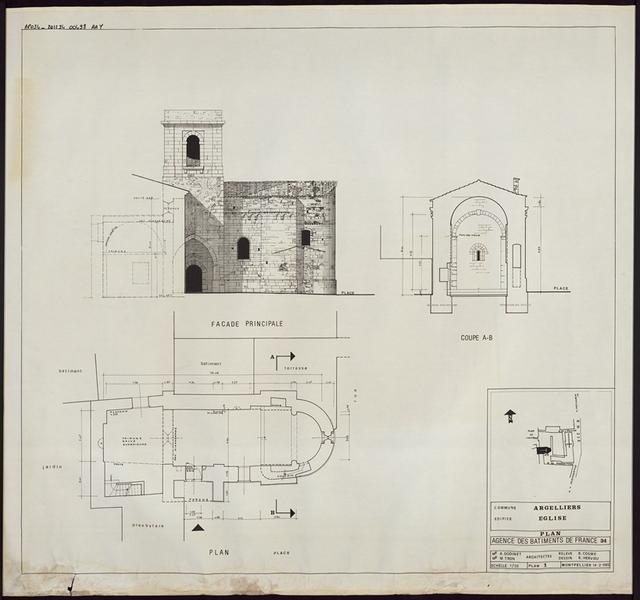
Plan et couple de l'église Saint-Etienne d'Argelliers.

L'église d'Argelliers de distingue par son plan quelque peu original, avec une travée de chœur légèrement saillante à l'intérieur et à l'extérieur. L'absence de contreforts s'explique par l'étroitesse de la nef, soit seulement 4,55 m. L'église devait être probablement voutée, comme en témoignent les pilastres qui rythment les deux travées principales, et les demi-colonnes engagées qui devaient soutenir l'arc triomphal de l'abside. 

### Première campagne de construction
La différence de dimension des moellons qui composent le parement de l'abside et d'une partie de la nef permettent de dégager deux campagnes de construction, qui seraient séparées d'une vingtaine d'années environ. La première campagne inclut l'ensemble de l'édifice. Les hauteurs d'assises varient entre vingt et un et vingt-cinq centimètres, sans alternance particulière. La seule ornementation de cette première étape de construction est représentée par un cordon, composé d'une frise en dents d'engrenages inclinées faisant le tour de l'abside. La baie axiale à double ressaut qui éclaire l'abside est décorée d'un tore qui retombe sur deux colonnettes à chapiteaux. Cette première campagne de construction ne pourrait être datée précisément, mais l'appareillage sommaire non alterné à la taille archaïque autorise une datation aux environs de 1120 - 1140.

### Deuxième campagne de construction
La deuxième équipe de tailleurs de pierre qui est intervenue sur l'église affiche une plus grande maturité dans l'art de la taille et de la sculpture. Les blocs qui composent la deuxième moitié de l'édifice sont d'une hauteur échelonnée entre quinze et vingt-sept centimètres. Cette différence de dimension permet un montage en appareil alterné. Il est à noter le dédoublement de certaines assises, au niveau de la travée de chœur. À la suite des blocs de chainage, ceux ci sont complétés par deux rangées d'assises de dimensions plus petites. On retrouve cette disposition architecturale sur de nombreux édifices du second âge roman et de l'utilisation quasi-systématique des blocs en pierre de taille à la place des moellons.  Les parements extérieurs sont travaillés au marteau taillant avec une grande précision, comme en témoignent les multiples combinaisons décoratives. On y retrouve des chevrons, des diagonales et des stries parallèles. La grande maitrise des exécutants apparait aussi dans le feston d'arcatures monolithes soutenues par des modillons que l'on retrouve des deux côtés de la nef. On retrouve au dessus la frise en dents d'engrenage qui fait écho à celle présente sur l'abside. La frise d'arcature, d'inspiration lombarde, de par sa conception et sa fréquence dans la région de Montpellier, autorise à dater cette deuxième campagne de travaux entre 1140 et 1160.

### Modifications ultérieures
Le porche de l'église, de style gothique, a été placé postérieurement, sans doute à la fin du XIIe siècle. Au cours du XIVe siècle, les murs de l'église durent être surélevés, probablement pour fortifier l'église. La structure du haut clocher carré date elle du XVIIe siècle.